# Rockwell HiMAT
Die Rockwell RPRV-870 HiMAT (Highly Maneuverable Aircraft Technology) war ein Experimentalflugzeug, welches aus einem Entwicklungsprogramm der NASA hervorging. Das HiMAT-Programm wurde im Rahmen eines Ausschreibungsverfahrens der United States Air Force durchgeführt. Hauptsächlich sollten hierbei Technologien für künftige Jagdflugzeuge entwickelt werden. Daneben umfasste das Programm die Entwicklung von Canard-Flügeln, voll digitaler Flugzeugsteuerung (inklusive FADEC), Verbundwerkstoffen, Graphit und Glasfaserverstärktem Kunststoff, unbemannten Luftfahrzeugen, Virtueller Realität für Piloten sowie Winglets. Ziel war es darüber hinaus, ein Kampfflugzeug mit bis dahin noch nicht erreichter Wendigkeit (engl. „Highly Maneuverable“) zu entwickeln. Rockwell International gewann mit seinem Entwurf schließlich das Ausschreibungsverfahren.

## Technische Daten
| Kenngröße             | Daten                                                          |
| --------------------- | -------------------------------------------------------------- |
| Besatzung             | –                                                              |
| Länge                 | 6,86 m                                                         |
| Spannweite            | 4,75 m                                                         |
| Höhe                  | 1,31 m                                                         |
| Startmasse            | 1542 kg                                                        |
| Höchstgeschwindigkeit | Mach 1,6 (1960 km/h)                                           |
| Triebwerke            | 1 × General Electric J85-21 Turbojet mit 22,2 Kilonewton Schub |